# فینال جام برندگان جام آسیا ۱۹۹۵
فینال جام برندگان جام آسیا ۹۶-۱۹۹۵ مسابقه فینال ششمین دوره جام برندگان جام آسیا بود که در سال ۱۹۹۵ برگزار شد و تیم بلمار هیراتسوکا به مقام قهرمانی دست یافت.

## مسابقه
| بلمار هیراتسوکا                         | ۲–۱ | الطلبه           |
| --------------------------------------- | --- | ---------------- |
| آکیرا ناراهاشی ۲۷' · هیدتوشی ناکاتا ۸۱' |     | صباح جیر خلف ۵۱' |